# Stuklijst
Een stuklijst is een lijst van stukken (onderdelen) die verwerkt zijn in een product. Het is het Nederlandse woord voor het Engelse "Bill of materials", dat ook in Nederland gebruikt wordt. De afkorting is BOM. Een stuklijst is een essentieel onderdeel bij de ontwikkeling en productie van een product.

## Voorbeeld
De stuklijst van een fiets bestaat bijvoorbeeld uit een frame, twee banden, licht, fietsbel, zadel etc. 

## Structuur
Er zit een structuur in de stuklijst want een onderdeel van een stuklijst kan zelf ook weer uit andere onderdelen bestaan. Neem bijvoorbeeld een PC. In de stuklijst op het hoogste niveau staat bijvoorbeeld de doos waarin het geheel verpakt is, de handleiding en de eigenlijke pc. De stuklijst van de pc zelf heeft dan artikelen als Moederbord, Toetsenbord, beeldscherm, software. En ook deze artikelen kunnen weer een eigen stuklijst hebben. Op het laagste niveau van de stuklijst staan artikelen die ingekocht worden. Het kan bijvoorbeeld zijn dat beeldschermen worden ingekocht. De leverancier hiervan zal dan ook een stuklijst hebben voor dit beeldscherm, maar die is niet van belang voor de pc-leverancier.

## Gebruik
Een stuklijst wordt gebruikt in de logistiek. Als de verkoopafdeling bijvoorbeeld denkt 100 fietsen te kunnen verkopen, dan kan er met behulp van de stuklijst en MRP worden uitgerekend hoeveel banden er dan ingekocht moeten worden. 
Stuklijsten zijn belangrijk omdat je zonder stuklijst niet weet wat en hoeveel er ingekocht moet worden. Gewoon inkopen op basis van historische gegevens kan leiden tot verrassingen bij wijzigingen in productieaantallen of nieuwe modellen of versies. 
In stuklijsten staat niet alleen informatie over de onderdelen, maar ook over de volgorde waarin zij geproduceerd en besteld worden. Er zijn verschillende soorten stuklijsten afhankelijk van wie de stuklijst maakt en waar hij voor gebruikt wordt. Het is belangrijk dat er met de juiste stuklijst gewerkt wordt.
Andere woorden voor stuklijst zijn formule, recept en "lijst van ingrediënten".

### Stuklijst in ERP
Bij veel ERP systemen wordt de stuklijst ook gevuld met zogenoemde kostenplaatsen. Deze kostenplaatsen bevatten, om terug te komen bij de fiets, dingen als lassen en buigen. De lijst van materialen (BOM) is een weergave van de exacte samenstelling van de fiets en laat zien hoe deze geproduceerd wordt, met welke machines en/of bewerkingen de fiets is geproduceerd.